# جعفر دك الباب
جعفر دك الباب (1356- 1420 هـ / 1937- 1999 م) باحث لغوي سوري شيوعي، وأستاذ جامعي، مؤلف ومترجم عن اللغة الروسية في علم اللسانيات. حصل على الدكتوراه من موسكو، وانتمى إلى الحزب الشيوعي السوري. وهو عضو اتحاد الكتَّاب العرب.

## سيرته
وُلد جعفر دك الباب في دمشق، يوم الجمعة 19 شوَّال 1355هـ الموافق أول يناير (كانون الثاني) 1937م، لأسرة قديمة شريفة (من آل البيت) بدمشق، من ذرِّية أحمد عز الدين الصيَّاد الرفاعي، الذي ينتهي نسبه إلى الحسين بن علي بن أبي طالب.
حصل على إجازة (ليسانس) في الحقوق من كلية الحقوق بجامعة دمشق، ثم على (دكتوراه) في اللسانيات التاريخية والمقارنة من جامعة موسكو، عام 1973.
عمل أستاذًا في كلية الآداب بجامعة دمشق من 1973 إلى 1983، وفي معهد اللغة العربية وآدابها في جامعة الجزائر من 1983 إلى 1992. وكان عضوًا في جمعية النقد الأدبي باتحاد الكتَّاب العرب.
شارك في كثير من المؤتمرات اللغوية اللسانية الدَّولية وقدَّم لها أبحاثًا نُشرت في الكتب الصادرة عنها.

## مؤلفاته وآثاره

### المؤلفات
| عنوان الكتاب                                        | سنة النشر |
| --------------------------------------------------- | --------- |
| محاضرات في علم اللغة العام والمقارن                 | 1979      |
| الموجز في شرح دلائل الإعجاز في علم المعاني          | 1980      |
| نحو نظرة جديدة إلى فقه اللغة                        | 1989      |
| أسرار اللسان العربي                                 | 1990      |
| طريقة جديدة في دراسة تصريف الأفعال في العربية       | 1991      |
| النظرية اللغوية العربية الحديثة                     | 1996      |
| نظرية عبد القاهر الجرجاني اللغوية                   |           |
| البنيوية الوظيفية في النقد الأدبي                   |           |
| حول النظريات اللسانية والبلاغية والأدبية عند الجاحظ |           |
| مع النحاة (بالاشتراك)                               |           |

### الترجمات
| عنوان الكتاب                                     | اسم المؤلف       | سنة النشر |
| ------------------------------------------------ | ---------------- | --------- |
| رحلة إلى إسرائيل                                 | غريغوري بلوتكين  | 1965      |
| الشرق العربي في ساعة الاختبار                    | بافل ديمتشنكو    | 1969      |
| نظرية أدوات التعريف والتنكير وقضايا النحو العربي | غراتشيا غابوتشان | 1980      |
| دراسات في علم النحو العام والنحو العربي          | فيكتور خراكوفسكي | 1982      |

### المقالات
| عنوان المقال                                                             | اسم المجلة    | تاريخ العدد |
| ------------------------------------------------------------------------ | ------------- | ----------- |
| إعجاز القرآن وترجمته                                                     | التراث العربي | أبريل 1982  |
| الخصائص البنيوية للفعل والاسم في العربية                                 | التراث العربي | يوليو 1982  |
| اللسان العربي المبين                                                     | التراث العربي | أكتوبر 1982 |
| أصالة اللسان العربي                                                      | التراث العربي | يناير 1983  |
| نظرة جديدة في تاريخ نشأة اللسان العربي                                   | التراث العربي | يوليو 1983  |
| النظريات اللسانية والبلاغية والأدبية عندد الجاحظ من خلال البيان والتبيان | التراث العربي | أكتوبر 1985 |
| دعوة إلى قراءة جديدة لقصص القرآن الكريم                                  | التراث العربي | يناير 1998  |
| دعوة إلى فلسفة رشدية عربية معاصرة                                        | التراث العربي | يناير 1999  |
| في نظام المعجم العربي                                                    | التراث العربي | أكتوبر 1999 |
| حول بعض القضايا المتعلقة باللغة العربية وكيفية دراستها                   | المعرفة       | ديسمبر 1976 |
| ازدواجية اللغة العربية وكيفية الخروج منها                                | المعرفة       | سبتمبر 1980 |
| الخصائص المميزة لأصل الكلام الإنساني                                     | المعرفة       | مارس 1981   |
| الدراسات الصوتية في التراث اللغوي العربي                                 | المعرفة       | أغسطس 1981  |
| تحديد أصل الكلام الإنساني                                                | المعرفة       | نوفمبر 1981 |
| قراءة جديدة لتاريخ العرب وبني إسرائيل                                    | المعرفة       | مارس 1998   |
| بين السامية والعربية                                                     | الناقد        | مايو 1994   |

### ردود عليه
ردَّ عليه العالم اللغوي السوري يوسف الصيداوي في رسالة مفردة بعنوان "العربية بين خراكوفسكي ودك الباب" نُشرت في دار الفكر بدمشق، وردَّ عليه في كتابه "بيضة الديك" في سياق ردِّه على كتاب المهندس محمد شحرور "الكتاب والقرآن قراءة معاصرة". 

## وفاته
توفي جعفر دك الباب يوم الاثنين 27 من ربيع الآخر 1420هـ الموافق 9 أغسطس (آب) 1999م.